# Alef (linguagem de programação)
Alef é uma linguagem de programação concorrente descontinuada, projetada como pate do sistema operacional Plan 9 from Bell Labs por Phil Winterbottom da Bell Labs. Ela implementa um modelo de concorrência baseado em canais de Newsqueak em uma linguagem compilada tipo C.

## História
Alef apareceu na primeira e segunda edições do Plan 9, mas foi abandonada durante o desenvolvimento da terceira edição. Rob Pike mais tarde explicou que o fim de Alef devido a sua falta de gerenciamento automático de memória, apesar de Pike e outros insistindo para que Winterbottom adicionasse um garbage collector a linguagem e também em um slideshow em fevereiro de 2000, Pike notou: "...apesar de Alef ter sido um linguagem frutífera, se demonstrou muito difícil manter uma variedade de linguagens em várias plataformas, então nós pegamos o que aprendemos e construimos uma biblioteca de threads para C".
Alef foi suplantada por dois ambientes de programação. A linguagem Limbo pode ser considerada como uma sucessora direta de Alef and o seu uso mais comum no sistema operacional Inferno. O modelo de concorrência de Alef foi replicado na terceira edição do Plan 9 na forma da biblioteca libthread, que faz com que algumas das funcionalidades de Alef fiquem disponíveis para programas C e permite que programas existentes em Alef (como Acme) sejam traduzidos.

## Exemplo
Esse exemplo foi tirado do manual de referencia de Alef. Esse pedaço ilustra o uso de tuplas
```
(
int
,
 
byte
*
,
 
byte
)
 

func
()
 

{
 

    
return
 
(
10
,
 
"hello"
,
 
'c'
);
 

}

void
 

main
()
 

{

    
int
 
a
;
 

    
byte
*
 
str
;
 

    
byte
 
c
;
 

    
(
a
,
 
str
,
 
c
)
 
=
 
func
();
 

}

```